# Парини, Пьеро
Пьеро Парини (итал. Piero Parini, 13 ноября 1894, Милан — 23 августа 1993, Афины) — итальянский журналист, политик и военный. Он участвовал в Первой мировой войне и Второй итало-эфиопской войне. Он поднялся по служебной лестнице в итальянском политическом истеблишменте, работая дипломатом и директором фашистской газеты Il Popolo d’Italia. Во время Второй мировой войны он стал фактическим правителем аннексированных Ионических островов в Греции, а позже поддержал Итальянскую Социальную Республику, став мэром Милана.

## Ранние годы
Пьеро Парини родился 13 ноября 1894 года в Милане в семье железнодорожного служащего. Во время Первой мировой войны он воевал в качестве офицера Corpo Aeronautico Militare. После окончания войны он стал иностранным корреспондентом, а затем директором ведущей фашистской газеты Il Popolo d’Italia. В 1928 году он был назначен координатором фашистских организаций итальянской диаспоры. Позже он работал послом Италии в Алеппо. В 1936 году он основал и командовал отрядом итальянских эмигрантов во время Второй итало-эфиопской войны, захватив город Дыре-Дауа. В 1937 году он посетил Японию и Китай в составе дипломатической миссии. В 1939 году он стал советником премьер-министра марионеточного Албанского королевства Шефкета Верладжи.

## Последующая карьера
После битвы за Грецию и оккупации Греции странами Оси Ионические острова перешли под контроль Италии. 22 апреля 1941 года, после переговоров между правителями Германии и Италии, Адольф Гитлер согласился, что Италия может приступить к фактической аннексии островов. 5 июня 1941 года Парини прибыл на Корфу в качестве нового начальника Бюро по политическим вопросам Ионических островов, политического органа, управляющего островами. Парини разместил штаб-квартиру бюро на вилле Мон-Репо, развернув жёсткую кампанию итальянизации. 10 августа Ионические острова, за исключением Китиры, были аннексированы Италией как часть Grande Communità del Nuovo Impero Romano (Великого сообщества Новой Римской империи). 16 августа Парини заменил мэра Корфу Спиридона Колласа юристом Герасимосом Трифонасом, чтобы разорвать все административные связи между островами и материковой Грецией и коллаборационистским правительством в Афинах. Парини правил де-факто как диктатор, вводя новые законы или игнорируя существующие по своему усмотрению.
Парини поощрял миграцию итальянцев на острова, расширял и легализовал подпольные фашистские организации и продвигал свою политику через радиостанцию и официальную газету Jonica, позже заменённую на Gazzetta Jonica. Из государственных школ были удалены изображения героев греческой войны за независимость, как и главы книг, посвящённые современной истории Греции. Итальянский язык стал обязательным школьным предметом, и владельцы магазинов были вынуждены использовать двуязычные вывески. 25 марта 1942 года обращение греческой драхмы было объявлено вне закона и заменено итальянской ионийской драхмой. Аналогичным образом были заменены греческие почтовые марки. Ионическим островам не удалось избежать ужасов Великого голода 1941–1942 годов, отчасти из-за отказа Парини разрешить Красному Кресту распределять помощь в регионе.
После падения фашистского режима в Италии Парини покинул Корфу в конце августа 1943 года на яхте «Аспазия», а второй корабль перевозил 40 ящиков награбленных произведений искусства, которые он собрал. Он поддержал Итальянскую Социальную Республику и был назначен мэром Милана. В апреле 1945 года он бежал в Швейцарию с поддельными испанскими документами вместе со своей второй женой Мельпо Фафалиу, на которой он женился в 1944 году после смерти своей первой супруги Розетты Коломби. Подлинность документов вскоре была поставлена под сомнение, и Парини был депортирован в Италию, где военный трибунал приговорил его к 12 годам тюремного заключения за военные преступления, совершённые во время его пребывания на посту мэра Милана; он был освобождён в 1946 году по амнистии. Второй судебный процесс по делу о военных преступлениях, совершённых на Ионических островах, завершился его оправданием. Затем он эмигрировал со своей женой в Южную Америку.